# Višijska Francuska
Višijska Francuska, višijski režim ili višijska vlada, kao i inačice s oblikom višijevska, najčešći su nazivi rabljeni za opisivanje francuske vlade koja je u Drugom svjetskom ratu kao marionetska država Trećeg Reicha surađivala s Nacističkom Njemačkom i silama Osovine od srpnja 1940. do kolovoza 1944. godine. Višijska vlada naslijedila je Treću Francusku Republiku i bila prethodnik de Gaulleove privremene vlade. Službeno se zvala Francuska Država (État Français), kako bi se razlikovala od prijašnje Republike Francuske. Nazvana je po gradiću Vichyju u središnjoj Francuskoj koji je tijekom Drugog svjetskog rata (od 1940. do 1944. god.) bio de facto glavni grad Višijske Francuske.
Maršal Philippe Pétain proglasio je Višijsku Francusku nakon poraza protiv Nacističke Njemačke i svoje je proglašenje legitimirao glasovima u Nacionalnoj skupštini, te je Skupština prenijela sve moći na Pétaina, čime je on postao posljednji premijer (président du conseil) Treće Republike i predsjednik Skupštine, a taj se događaj zbio 10. lipnja 1940. Poslije je uzeo titulu šefa Francuske Države (Chef de l'État Français). Maršal Pétain bio je na čelu reakcionarnog programa zvanog Révolution nationale, čiji je cilj bio "regeneracija (oživljavanje) nacije".
Pétainova vlada imala je sjedište u gradiću Vichy kod Pariza; sam Pariz bio je od 1940. godine pod njemačkom okupacijom.
Višijski režim imao je legalni autoritet i nad sjevernim dijelom države, koji je okupirao Wehrmacht, i nad južnim „slobodnim“ dijelom države, ali višijska vlada je mogla u sjevernom dijelu upravljati samo ako njihove mjere nisu kolidirale s njemačkima. Južna je zona - oko 40 posto Francuske - pod višijskom vojnom kontrolom ostala do studenoga 1942. godine. Nakon što su se 8. studenoga 1942. Saveznici iskrcali na obale Sjeverne Afrike, Hitler je naredio da Wehrmacht okupira dijelove zemlje koje je do tada nadzirala, pa se tako cijela Francuska našla pod njemačkom okupacijom, osim manjeg dijela dijela na Alpama koji je držala Mussolinijeva Italija do rujna 1943. Međutim je vlada u Vichyu nastavila djelovati, upravljajući civilnom upravom i policijskim snagama u okupiranoj Francuskoj. 
Od početka 1970.-ih godina neki povjesničari osporavaju "degolistički prikaz povijesti", prema kojemu je Vichyevska Francuska bio puki marionetski režim, bez podrške u narodu i bez ikakve samostalnosti u odnosu na Njemačku: makar je cjelokupno vodstvo iz Vichya spremno koloboriralo s Njemačkom, imalo je ono svoju vlastitu političku agendu na koju Nijemci uopće nisu ostvarivali utjecaj.
Višijskoj Francuskoj je Japan oduzeo kolonije u Indokini (Laos, Vijetnam, Kambodžu) već u rujnu 1941. god. nakon kratkih pregovora u kojima je Japan - u lošoj vjeri - tobože tražio da se prekine promet između francuskih posjeda i Kine s kojom je Japan bio u ratu. Njemačka nije imala prigovora na tu akciju Japana, ali nije tražila od Višijske Francuske da prestane kontrolirati preostali dio francuskog kolonijalnog carstva. Jedna po jedna od tih kolonija će u narednim godinama padati u ruke snaga Slobodne Francuske, koje su nastupale uz potporu - u Maroku, Alžiru i Tunisu za vrijeme Operacije Baklja krajem 1942. god., rame uz rame - vojnih snaga zapadnih saveznika. Uz odlučnu pomoć talijanskih okupacijskih snaga koje su se nakon kapitulacije Italije 8. rujna 1943. god. vojno sukobile s njemačkim garnizonom također raspoređenim na otoku, korzikanski ustanici predvođeni komunistima i male snage Slobodne Francuske koje su iz Alžira prebačene podmornicom su - nakon vojnih sukoba koji su potrajali tri i pol tjedna u rujnu i početkom listopada 1943. god. - oslobodilu Korziku, prvi europski teritorij Francuske na kojemu je uspostavljena vlast Slobodne Francuske (u tom uspostavljanju vlasti u Francuskoj, general Charles De Gaulle je poduzeo aktivnosti da što više ograniči mogućnosti komunista da uspostave vlastitu revolucionarnu vlast na Korzici i drugdje u Francuskoj).

## Suradnja
Suradnja civilnog stanovništva i francuske vlasti s vlastima Trećeg Reicha je još uvijek je tema visoke političke osjetljivosti. Još uvijek se povjesničari ne slažu potpuno o stupnju i opsegu suradnje. Nesporno je da višijevski režim prihvatio vrlo dalekosežni oblik suradnje, na koju je stanovništvo pristalo djelomično dobrovoljno ili zbog stvarnih ili obećanih naknada i iznuda.
Nakon poraza Francuske, Pétain i njegov režim dobrovoljno su kolaborirali sa Silama Osovinama u zamjenu da Francusku Osovine ne podijele međusobno. Prema uvjetima mira, oko 40 posto francuskog teritorija (jug zemlje) ostao je pod kontrolom francuskih vojnih snaga, te je Francuska zadržala čitavu svoju mornaricu i kontrolu nad francuskim kolonijama. Oko milijun zarobljenih francuskih vojnika ostat će dugotrajno u njemačkom ratnom zarobljeništvu gdje će uglavnom biti korišteni kao prilično kvalitetna radna snaga za njemačku privredu: dio njih će prema kraju rata biti otpuštan iz zarobljeničkih logora kako bi nastavili raditi u Njemačkoj kao civili.
Vojne snage Višijevske Francuske odbile su u svibnju 1941. godine predati Saveznicima svoju mornaričku flotu kod Mers-el-Kebira u Alžiru - uz 1.297 poginulih i više stotina francuskih mornara ranjenih u sukobu s britanskom flotom. Uz stotinjak poginulih francuskih mornara, francuske snage su u ozbiljnoj pomorskoj bitki spriječile pokušaju britanske flote da u rujnu 1940. god. zauzme stratešku luku Dakar u francuskoj koloniji Senegalu na zapadnoj obali Afrike. Francuske vojne snage su se sa Saveznicima također izravno sukobile u Siriji i Libanonu: ondje su Vichyu odane vojne snage od oko 37.000 ljudi sastavljene uglavnom od francuskih vojnika podrijetlom iz Afrike pružile dobro organizirani i odlučni otpor britanskim i australskim snagama potpomognutim s oko 5.000 vojnika Sobodne Francuske. Na kraju su i Sirija i Libanon potpali pod kontrolu Saveznika, a otprilike jedna šestina ratnih zarobljenika koji su služili pod Vichyjem pridružili su se snagama generala de Gaullea, dok je ostatak - prema uvjetima predaje na koje je pristalo francusko zapovjedništvo - upućen brodovima u Francusku. Kada su se u svibnju 1942. godine britanske snage iskrcale na Madagaskar, 8.000 ondje stacioniranih vojnika su ostali vjerni vlastima iz Vichya; u borbama za ovladavanje vrlo prostranim otokom koje su se otegnule čak pola godine, izginulo je po oko 100 francuskih i britanskih vojnika; tek oko 900 zarobljenih Francuza pristupilo je kasnije snagama Slobodne Francuske.

## Dramatični studeni 1942.
Nakon određenog vremena, vojna suradnja s Nijemcima je oslabila. Nakon savezničkog iskrcavanja u Sjevernoj Africi 8. studenog 1942. godine snage Višijske Francuske su pružile tek slab otpor Savezničkim snagama u Operaciji Baklja. Zapovjednik francuskih snaga François Darlan (jedan od najbližih Petainovih suradnika, raniji predsjednik vlade Višijske Francuske) već je 10. studenog 1942. god. zapovijedio svim francuskim vojnim snagama u Africi (nekoliko francuskih kolonija u središnjim i južnim dijelovima Afrike su snage Slobodne Francuske uz britansku potporu ranije stavile pod svoju kontrolu) - čak i onima izvan područja zahvaćenih Operacijom Baklja - da prijeđu na stranu saveznika.
Darlana će Saveznici priznati kao vojnog i civilnog upravitelja u tim francuskim kolonijama, ali će on biti ubrzo ubijen u atentatu pristalica Slobodne Francuske - da bi samog atentatora Fernanda Bonniera de La Chapellea francuski vojni sud, sastavljen od Darlanovih kolega, ubrzo dao pogubiti. Velik broj vojnih zapovjednika i vojnika - njih oko 150 tisuća - pridružio se snagama de Gaullove Slobodne Francuske (kojih je do tada bilo oko 3 puta manje; i jedne i druge snage su se pretežno sastojale od Arapa i drugih žitelja francuskih kolonija) - ali će na De Gaulleovo nezadovoljstvo Saveznici kao Darlanovog nasljednika u Africi priznati generala Henrija Girauda, kojega su izabrali nositelji višijske vlasti u Africi, a ne De Gaulle (general H. Giraud će odbiti zahtjev za odgodu pogubljenja Darlanovog atentatora Fernanda Bonniera de La Chapellea). Tek će pred kraj 1943. godine De Gaulle uspjeti oduzeti generalu Giraudu (Giraud nije sudjelovao u Petainovom režimu, ali nije bio ni pripadnik Slobodne Francuske, te je uživao podršku časnika koji su služili u višijskim vojnim snagama) zapovjedništvo nad francuskim snagama.
Već 10. studenog 1942. godine - istog dana kada je u Africi François Darlan zapovijedio prelazak na stranu Saveznika - njemačke i talijanske snage pokreću Operaciju Anton, u kojoj okupiraju i onih 40% francuskog teritorija kojega do tada nisu vojno kontrolirale. 
Makar francuska kopnena vojska nije bila pružila nikakav otpor, mornarička ratna luka u Toulonu nije Nijemcima dopustila pristup, te su nakon pregovaranja i odugovlačenja admirali Jean de Laborde i André Marquis 27. studenoga 1942. dali potopiti cjelokupnu svoju flotu kako je Nijemci ne bi mogli prebaciti pod kontrolu Sila Osovine; nekoliko francuskih podmornica će umjesto da poslušaju naredbu za potapanje uspjeti otploviti u Sjevernu Afriku i pridružiti se Saveznicima (admirali de Laborde i Marquis će nakon rata biti osuđeni za veleizdaju - jer nisu naredili svojoj floti da pokuša otploviti u Sjevernu Afriku i pridruži se snagama Slobodne Francuske - te će obojica provesti više godina u zatvoru).
Francuske civilne vlasti (uključujući policiju i žandarmeriju) u samoj Francuskoj će i nakon studenog 1942. godine nastaviti obnašati svoje dužnosti, te uredno surađivati s njemačkom okupacijskom administracijom, koja je uspijevala poduprijeti njemački ratni napor ostvarivši od francuske korist najprije u visini oko trećine, a 1944. godine čak i preko polovine ukupnog francuskog bruto nacionalnog proizvoda.

## Protužidovska politika
Nekoliko dana nakon osnivanja režim je donio niz zakona usmjerenih protiv Židova koji su živjeli u toj zemlji.  Pétain je uveo antisemitske zakone te je zadužio policijske snage i novoosnovanu višijsku miliciju (milice) da čak uhićuju Židove i ostale "nepogodne", te ih šalju u koncentracijske logore u Njemačkoj (u Francuskoj će ipak postradati manje Židova nego drugdje u okupiranoj Europi: oko jedne četvrtine). Višijske snage reda su pomagale njemačkoj policiji i u akcijama protiv Francuskog pokreta otpora. Višijski režim je uz antisemitske, proveo i druge zakone, koji su pojedincima branili osnovne slobode i onemogućavali normalan život strancima. Svi su ti zakoni bili vrlo slični nacističkim.

## De Gaulleova Slobodna Francuska
General Charles De Gaulle je smatrao da je njegova Slobodna Francuska - ispočetka, tek stanoviti broj francuskih vojnika koji je 1940. godine odlučio ostati u Velikoj Britaniji, da bi kasnije uz britansku podršku preuzeo kontrolu nad raznim francuskim kolonijama - jedina prava i zakonita nasljednica Treće Republike. U početku, uživao je De Gaule potporu samo od Britanaca: čak i SAD nije bio posve spreman s njime bezrezervno surađivati. S vremenom, de Gaulle je tu bitku za legitimnost počeo dobivati, kako se otpor prema režimu i Nijemcima među Francuzima sve više povećavao. Francuski pokret otpora se razvijao i u samoj Francuskoj.  Kada su saveznici pokrenuli Operaciju Overlord, iskrcavanje na plaže Normandije, de Gaulle je proglasio Privremenu Vladu Francuske Republike (Gouvernement Provisoire de la République Française, GPRF) u lipnju 1944. Nakon što je u kolovozu iste godine oslobođen Pariz, Privremena ga je vlada je 31. kolovoza proglasila svojim sjedištem. 23. listopada 1944. Saveznici su Privremenu vladu proglasili jedinom legitimnom francuskom vladom. 
20. kolovoza 1944. višijski je vrh evakuiran u gradić Sigmaringen na jugu Njemačke, te je tamo uspostavljena vlada u egzilu. Maršal Philipe Petain je u Njemačku odveden od strane njemačkih vojnika, protiv svoje volje, te je potom odbio sudjelovati u vladi u egzilu; koju je stoga vodio Fernand de Brinon do početka travnja 1945.

## Poslijeratno razdoblje
Većina članova višijskog režima uhićena je od strane snaga Privremene vlade, a mnogi od njih su osuđeni na smrt. I sam maršal Phillippe Petain je bio osuđen na streljanje, ali zbog njegove poodmakle životne dobi (imao je 89 godina) general de Gaulle mu je kaznu od smrtne promijenio u doživotnu. Umro je 23. srpnja 1951., u dobi od 95 godina na otoku Ile d'Yeu, gdje je služio kaznu i gdje je i pokopan.
Nakon oslobođenja vršen je lov na pristaše Vichyjevog režima, nazvan kao Epuration (= "čišćenja"). Procjenjuje se da počinjeno najviše 9.000 ubojstava i izrečeno 6.763 smrtnih kazni, od kojih je izvršeno 767. 

## Vanjske poveznice
- Simon Kitson 's Vichy web-page   Arhivirana inačica izvorne stranice od 11. rujna 2014. (Wayback Machine)
- ESTABLISHMENT OF THE VICHY GOVERNMENT, JULY 10, 1940
- State Collaboration  Arhivirana inačica izvorne stranice od 1. travnja 2007. (Wayback Machine) Collaboration of Vichy France with Nazi Germany.
- Map of the "free" and "occupied" zones  Arhivirana inačica izvorne stranice od 13. travnja 2005. (Wayback Machine)
- (fr.) National Geographic coverage of the armistice  Arhivirana inačica izvorne stranice od 27. rujna 2007. (Wayback Machine)
- Map  Arhivirana inačica izvorne stranice od 5. prosinca 2012. (Wayback Machine)